# Gemeinkosten
Gemeinkosten (auch: indirekte Kosten; englisch overhead) sind in der Betriebswirtschaftslehre eine Kostenart, die einem Bezugsobjekt nicht direkt zugerechnet werden kann. Pendant sind die Einzelkosten.

## Allgemeines
Bezugsobjekte sind die Kostenträger (Produkte oder Dienstleistungen), eine Kostenstelle oder eine Rechnungsperiode. Gemein- und Einzelkosten eines Unternehmens ergeben zusammen die Gesamtkosten, die den Kern der Kostenrechnung (Vollkostenrechnung) bilden. Gemeinkosten können einem Bezugsobjekt nicht direkt zugerechnet werden, sondern nur über Hilfsgrößen. Eine solche Hilfsgröße ist der Verteilungsschlüssel. Gemeinkosten können in der Kostenstellenrechnung und der Stückkostenkalkulation nicht direkt den Hauptkostenstellen zugerechnet werden. Deshalb ist das Kostenzurechnungsprinzip nur schwer oder gar nicht einzuhalten.

## Grundlagen
Bei Mehrproduktunternehmen gibt es mindestens zwei Produkte/Dienstleistungen und damit mindestens zwei Kostenträger, so dass ein Teil der Gesamtkosten insgesamt durch die Produktion verursacht wird und deshalb nicht nur einem Kostenträger zugerechnet werden kann. Die nicht nur einem Kostenträger zurechenbaren Kosten sind die Gemeinkosten. Umgekehrt ist es in einem Einproduktunternehmen theoretisch möglich, dass ausschließlich Einzelkosten verursacht werden, weil alle Gesamtkosten nur für ein einziges Produkt anfallen.
Stellt beispielsweise ein Einproduktunternehmen eine einzige Art von Tafelschokolade her, so wird die Tätigkeit aller betrieblichen Funktionen lediglich durch dieses eine Produkt verursacht. Das betrifft die Anschaffungskosten der Beschaffung (Einkauf von Rohkakao, Milch, Zucker usw.), die Finanzierungskosten der Finanzierung (Kreditaufnahme), die Verwaltungskosten der Verwaltung (Büroarbeit) oder die Vertriebskosten des Vertriebs (Marketing, Werbung). Wird ein zweites Produkt hergestellt, handelt es sich um ein Mehrproduktunternehmen, bei dem der Anteil der Kostenverursachung jedes Produkts unterschiedlich ist und insofern bereits bei der Beschaffung unterschiedliche Materialanteile zu berücksichtigen sind.

## Einteilung
Kosten sind einem Bezugsobjekt (Kostenstellen, Kostenträger oder Rechnungsperioden) dann nicht direkt zurechenbar, wenn sie durch die Produktion von mindestens zwei Produkten/Dienstleistungen gleichzeitig verursacht werden oder angefallene Kosten und mindestens zwei Bezugsobjekte durch die gleiche Entscheidung hervorgerufen werden.
Im Hinblick auf die betrieblichen Funktionen lassen sich Einzel- und Gemeinkosten wie folgt unterscheiden:
| betriebliche Funktion | Kostenart         | Einzelkosten                                           | Gemeinkosten             |
| --------------------- | ----------------- | ------------------------------------------------------ | ------------------------ |
| Beschaffung           | Wareneinsatz      |                                                        | Beschaffungsgemeinkosten |
| Produktion            | Materialkosten    | Materialeinzelkosten, Sondereinzelkosten der Fertigung | Materialgemeinkosten     |
| Personal              | Personalkosten    | Fertigungslöhne                                        | Personalgemeinkosten     |
| Verwaltung            | Verwaltungskosten |                                                        | Verwaltungsgemeinkosten  |
| Vertrieb              | Vertriebskosten   | Sondereinzelkosten des Vertriebs                       | Vertriebsgemeinkosten    |

In der Produktion bestehen die Herstellungskosten sowohl aus Einzel- als auch aus Gemeinkosten. Denn der Rechtsbegriff der Gemeinkosten des § 255 Abs. 2 HGB sieht vor, dass ein angemessener Teil der Fertigungs- und Materialgemeinkosten sowie der Abschreibungen zu den Herstellungskosten gerechnet werden darf. Typische Materialgemeinkosten sind beispielsweise das in der Verwaltung eines Produktionsunternehmens verbrauchte Büromaterial.
Auch die Personalkosten der Produktion sind nicht stets Einzelkosten. Sie können auch Gemeinkosten sein, wenn ein Mehrproduktunternehmen mit denselben Arbeitskräften mehrere Produkte gleichzeitig herstellt. Es wäre unwirtschaftlich, lediglich zwecks Ermittlung der Einzelkosten den Anteil der Arbeitszeit eines Arbeiters für ein bestimmtes Produkt abzugrenzen. Typische Gemeinkosten sind die Personalkosten des Vorstandes und der Stabsstellen (wie Organisationsabteilung, Personalabteilung, Rechtsabteilung).
Im Hinblick auf das Bezugsobjekt wird unterschieden zwischen Kostenstellen-Gemeinkosten, Perioden-Gemeinkosten hinsichtlich der Rechnungsperiode und Kostenträger-Gemeinkosten.

## Betriebsabrechnungsbogen
Der Betriebsabrechnungsbogen hat unter anderem die Aufgabe, die Gemeinkosten auf die Kostenstellen verursachungsgerecht zu verteilen. Er ist deshalb primär mit der Problematik der angemessenen Verteilung der Gemeinkosten befasst. Es kann unter Umständen zweckmäßig sein, aus diesen Gemeinkosten bestimmte Kosten als Sondergemeinkosten auszugliedern, um für sie in der Zuschlagskalkulation einen gesonderten Kostensatz zu bilden wie für Abschreibungen, Zinsaufwand oder Fixkosten.
Im Beispiel der Tafelschokolade kann der Verteilungsschlüssel vorsehen, dass die für jedes Produkt benötigten Materialmengen ermittelt werden (etwa Kakao-Anteil in Produkt A und Produkt B) und bei der Verteilung der Rohstoffkosten auf die beiden Kostenträger genutzt werden.

## Echte und unechte Gemeinkosten
Echte Gemeinkosten sind alle Gemeinkosten, die einem Kostenträger oder einer Kostenstelle nicht direkt zugerechnet werden können. Nicht alle wesensmäßigen Einzelkosten werden jedoch als solche verrechnet, so dass aus diesen verrechnungsmäßige Gemeinkosten werden. Konrad Mellerowicz bezeichnete derartige Kosten 1960 erstmals als „unechte Gemeinkosten“.
Unechte Gemeinkosten sind den Produkten/Dienstleistungen zwar direkt zurechenbar und deshalb formal Einzelkosten, aber werden aus Wirtschaftlichkeitsgründen wie Gemeinkosten behandelt. Hierzu gehören die Energiekosten oder Kosten für Hilfs- und Betriebsstoffe wie Lacke oder Schrauben in der Möbelindustrie.

## Fixkosten
Fixkosten sind stets Gemeinkosten, aber nicht alle Gemeinkosten sind Fixkosten. So sind beispielsweise die Reparaturkosten zwar Gemeinkosten, aber keine Fixkosten, weil sie nur anfallen, wenn eine Reparatur notwendig wird. Dies gilt auch für Betriebsmittelkosten wie etwa Schmieröl für eine Maschine, dessen Bedarf von der Kapazitätsauslastung der Maschine abhängig ist. Die Einteilung in Einzel- und Gemeinkosten bzw. Fixkosten ist relativ und hängt vom Bezugsobjekt oder Kalkulationsobjekt ab. So wird das Gehalt eines Meisters aus Sicht der Fertigung als fixe Gemeinkosten angesehen, aus Sicht der übergeordneten Management-Ebene sind es dagegen Fertigungseinzelkosten.

## Wirtschaftliche Aspekte
Typische Gemeinkosten sind – außer den bereits erwähnten – Verwaltungskosten und Forschungs- und Entwicklungskosten. Bei Änderungen des Beschäftigungsgrades verändern sich viele Gemeinkosten nicht, sie sind dann auch gleichzeitig Fixkosten. Hierzu gehören beispielsweise Kreditzinsen, Mietkosten oder Versicherungsprämien, die auch bei Unterbeschäftigung unverändert anfallen. Ein wichtiger Ausnahmefall variabler Gemeinkosten sind die Kosten einer Kuppelproduktion. Sie ändern sich mit der Menge eines Kuppelprodukts, ohne dass sie nur diesem zugerechnet werden können.
Gemeinkosten verringern die betriebliche Flexibilität und Anpassungsfähigkeit etwa bei der Verringerung des Absatzvolumens (Kostenremanenz) und können deshalb gegenüber Kunden oder Lieferanten die Verhandlungsmacht verschlechtern. Um die Gemeinkosten besser zu managen, kann ein Gemeinkostencontrolling sinnvoll sein. Dies gilt insbesondere für gemeinkostenlastige Kostenstrukturen wie im Dienstleistungssektor, bei dem die Gemeinkosten über 50 % der Gesamtkosten ausmachen. Ein hoher Gemeinkostenanteil bereitet in der Kostenrechnung und im Kostenmanagement schwerwiegende Probleme, weil die zu verwendenden Verteilungsschlüssel häufig zu nicht sachgerechten Kostenzuordnungen führen und damit zu nicht marktgerechten Preiskalkulationen beitragen. Hierdurch werden insbesondere Großabnehmer oder Großauflagen benachteiligt.